# Турчанинов Андрій Петрович
Андрій Петрович Турчани́нов (1779–1830) — російський командир епохи наполеонівських воєн, генерал-лейтенант.

## Біографія
Із дворян Могилівської губернії. Батько — генерал-поручик, статс-секретар з військових питань Імператриці Катерини II. У службу вступив підпрапорщиком 27 травня 1795 в л.-гв. Преображенський полк, 6 червня 1799 отримав чин прапорщика, вже перебуваючи в рядах Єгерського батальйону.
1805 року брав участь в Аустерліцькій битві і був поранений кулею в праву ногу. У 1807 році бився з французами в Пруссії при Гутштадті, Гейльсберзі, Фрідланді. У 1808—1809 роках воював зі шведами у Фінляндії і 26 квітня 1808 нагороджений орденом Святого Георгія 4-го класу:
|  | у подяку за відмінну мужність і хоробрість, проявлених у битві 6 квітня проти шведських військ при с. Олькіокі, де будучи відправленим у підкріплення авангарду генерал-лейтенанта Тучкова з особливою безстрашністю і майстерністю вів свій загін проти ворога, який з великими втратами був збитий, і переслідував 15 верст до сел. Сікаюкі, зайнятого потім нашими військами. |

8 березня 1810 призначений командиром 3-го єгерського полку.
1812 року полк у складі 3-ї бригади 6-ї піхотної дивізії входив до Фінляндського корпусу Фадея Штейнгеля. У вересні разом з полком прибув до Риги і брав участь у боях при Диленкірхене, Екау, на р. Ауя, під Полоцьком, Чашниками (контужений картеччю в груди), Смолянами. У 1813 році перебував при облозі Данцига і за відмінність у бойових діях 15 вересня був підвищений в генерал-майори.
Після війни перебував при начальнику 23-ї піхотної дивізії. 8 березня 1816 призначений командиром 3-ї бригади 23-ї піхотної дивізії, потім командував 2-ю бригадою 20-ї піхотної дивізії. 6 грудня 1826 призначений начальником 22-ї піхотної дивізії. 6 грудня 1828 отримав чин генерал-лейтенанта. Комендантом Севастополя призначений 3 вересня 1829 року.
У 1830 році після чумного бунту в Севастополі по Найвищому велінню Турчанинов за «бездіяльність» був відданий під суд. По сентенції суду за легкодухість і за повне порушення усіх обов'язків по службі позбавлений чинів, орденів і розжалуваний в рядові до вислуги. Помер незабаром після рішення суду.